# Étroubles
Étroubles (arpità Ètrobles) és un municipi italià, situat a la regió de Vall d'Aosta. L'any 2007 tenia 486 habitants. Limita amb els municipis d'Allein, Bourg-Saint-Pierre (Valais), Doues, Gignod, Ollomont i Saint-Oyen.

## Administració

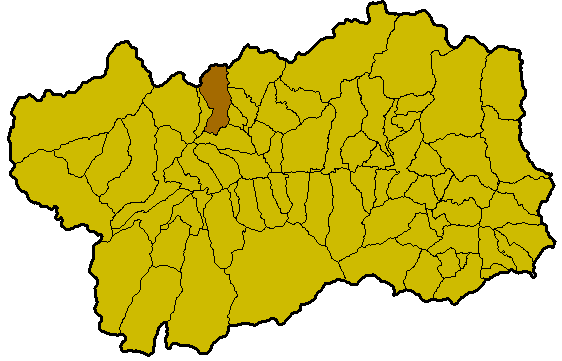
Situació d'Étroubles a la Vall

| Període | Identitat      | Partit        |
| ------- | -------------- | ------------- |
| 2005-   | Massimo Tamone | Llista Cívica |